# Stora Svindal
Stora Svindal is een plaats in de gemeente Göteborg in het landschap Västergötland en de provincie Västra Götalands län in Zweden. De plaats heeft 86 inwoners (2005) en een oppervlakte van 8 hectare. De plaats ligt een paar kilometer ten zuiden van de stad Göteborg. In het oosten en westen grenst de plaats aan bos in het noorden en zuiden daarentegen grenst de plaats aan landbouwgrond.